# Lennart Lahuis
Lennart Lahuis (Hengelo, 1986) is een Nederlandse kunstenaar die voornamelijk gebruikmaakt van natuurlijke processen zoals erosie, verdamping, smelting en verbranding. Lahuis woont anno 2025 in Brussel.

## Opleiding en Artist-in-Residence
Lahuis behaalde in 2011 zijn Bachelor of Fine Arts aan de ArtEZ Academie voor beeldende kunsten in Zwolle. Tussen 2011 en 2013 was hij artist-in-residence bij De Ateliers in Amsterdam. Daarnaast heeft hij residenties voltooid bij onder andere; het Banff Centre for Arts and Creativity in Canada; EKWC te Oisterwijk; Air Antwerpen; Verenigd Koninkrijk en het Morgan Conservatory in Cleveland, Ohio, VS.

## Carrière
In 2015 ontving Lahuis de Koninklijke Prijs voor Vrije Schilderkunst en de Piket Kunstprijs. Zijn werk is onder meer geëxposeerd in het Fries Museum; Museum Jan Cunen, Z33 (Belgie), Musee d’Art Contemporains Le Grand-Hornu (Belgie), CODA Museum en het Stedelijk Museum Schiedam, Krefelder Kunstverein (Duitsland).
In 2024 exposeerde Lahuis samen met de Duitse kunstenaar Joseph Beuys tijdens de tentoonstelling Earth, Fire, Water, Air in Museum Schloss Moyland te Bedburg-Hau.
Lahuis’ werk is eveneens geëxposeerd, ter gelegenheid van groepstentoonstellingen, op locaties zoals het Goffertpark en de paleistuin van Soestdijk. Daarnaast heeft Lahuis meerdere solo-exposities gehad bij de galerie Dürst Britt & Mayhew in Den Haag.

## Werk
In zijn oeuvre legt Lahuis een sterke nadruk op de (im)materialiteit van zijn werken, waarbij hij onderwerpen als vergankelijkheid, tijd, desintegratie en geschiedenis onderzoekt. Enkele voorbeelden van zijn werk zijn:

### Bijenwas “schilderijen”
Voor deze reeks bedekte Lahuis fotografische afbeeldingen met krantenpapier, om er vervolgens bijenwas op aan te brengen. Na verloop van tijd worden de vormen en contouren van de onderliggende afbeelding zichtbaar. Met deze reeks won Lahuis de Koninklijke Prijs Voor Vrije Schilderkunst in 2015.

### Hydrology-werken
In deze serie bootst Lahuis op microschaal het proces van verdamping en condensatie na. Door middel van een installatie verschijnen er tijdelijk zinnen die vervolgens weer verdampen en opgaan in de omgeving.

### Gerestaureerde afbeeldingen
Het restaureren van verbrande afbeeldingen is een terugkerend aspect in het werk van Lahuis. Zo heeft hij een techniek, ontwikkeld voor de restauratie van verbrandde boeken uit de Anna Amalia bibliotheek in Weimar, toegepast op hedendaagse afbeeldingen, die zelf ook van doen hebben met thema’s van desintegratie op politiek en geologische vlak.

### Astronomische Klok
Astromelancholia is een kunstproject dat de vergankelijkheid van technologie en de relatie tussen tijd, astronomie en beeldvorming onderzoekt. Het project juxtaposeert moderne digitale astrofotografie met eeuwenoude astronomische klokken. Voor de klok zijn vier wijzerplaten gebruikt die gemaakt zijn met een extreem scherpe digitale beeldsensor die normaliter gebruikt wordt als telescoop. De afbeeldingen zijn opgedeeld in 4 concentrische schijven die ieder synchroon bewegen met de zonnetijd, sterrenbeelden, de stand van de maan en de komende zonsverduisteringen. Na 18,6 jaar, de tijd die men er gemiddeld over doet om biologisch volwassen te worden, staan de 4 schijven in hun originele positie waardoor de originele afbeelding weer zichtbaar is. Op deze manier fungeert Astromelancholia als een klok die deep time leesbaar maakt.

### Kleiwerken
In de Landslides-werken heeft Lahuis een academisch artikel over het erosieproces dat het Engelse eiland scheidde van continentaal Europa afgedrukt in een reeks kleitabletten. De klei is afkomstig uit een Engelse groeve, overeenkomend met het soort klei dat ontstond bij het erosieproces dat het Kanaal tussen Frankrijk en Engeland vormde. Bij presentaties van het werk wordt er water overheen gevloeid, wat ervoor zorgt dat er wederom een erosieproces ontstaat waardoor de uitgehouwen woorden langzaamaan onleesbaar worden. Hierdoor wordt er een conceptuele link gelegd tussen de “deep time” waarin erosie het Engelse eiland van Europa afsplitste en de destijds relevante actualiteit van de Brexit. Een aantal van deze werken zijn inmiddels “getransformeerd” tot kleinere fragmenten, tentoongesteld als de “MURMUR”-reeks.

## Collecties
Lennart Lahuis' werk is te vinden in verschillende privé- en openbare collecties:
- Stedelijk Museum Schiedam
- Fries Museum
- NG Art Collection
- Akzo Nobel Art Foundation
- Amsterdam Medical Centre Art Collection
- NORMEC Group
- Moraes Barbosa Collection
- Museum Schloss Moyland

## Onderscheidingen
- 2015: Koninklijke Prijs voor Vrije Schilderkunst[11][12]
- 2015: Piket Kunstprijs voor schilderkunst[13]
- 2021: FPT Sustainable Art Award, Artissima Turijn[14]